# Нижняя Пойма
Ни́жняя По́йма — посёлок городского типа в Нижнеингашском районе Красноярского края. Железнодорожная станция Решоты на Транссибирской магистрали, имеет ветку на посёлок Таёжный (станция Карабула), в 2012 году ж.д. продолжена до ст. Ярки с выходом на Ангару.
Статус посёлка городского типа — с 1951 года.

## История
В 1827 году деревня Решётинская упоминается в связи с устройством Сибирского тракта в Енисейской губернии. В деревне оседали «самоходы», здесь селились ссыльные и военные поселенцы. После отмены крепостного права в 60-е годы 19-го века и в начале 20-го века — переселенцы из малоземельных губерний: Тамбовской, Симбирской, Могилевской, Минской, Витебской. Решётинцы занимались хлебопашеством и лесным промыслом.
В документах архивного фонда Красноярского городского духовного управления имеется исповедная роспись прихожан Ти́нской Введенской церкви за 1861 год, в которой указано, что в деревне Решётинской в 26 домах проживало 36 крестьянских семей. Мужского пола — 219, женского — 109, всего — 328.
В 1899 году через названную по наименованию деревни железнодорожную станцию Решоты прошёл первый поезд до Иркутска. Были построены железнодорожные сооружения для заправки паровозов водой и пассажирский вокзал.
В образованный в 1937 году Решётинский сельсовет входили три колхоза: «Имени Ворошилова» в Решётах, «Большевик» в Елизаветке, «Красный пахарь» в Ключах. По данным сельсовета, в колхозы было объединено из единоличных хозяйств 1200 голов скота, сельскохозяйственный инвентарь. Председателем сельсовета был Иван Минеев.
Продолжением деревни Решётинской на северной стороне железнодорожной магистрали началось строительство нового посёлка. По расположению на местности он получил название Нижняя Пойма.
Развитию посёлка способствовало начало в 1938 году и развитие деятельности Учреждения У-235, связанное с заготовкой леса силами осуждённых в системе исправительно-трудовых лагерей. В обеспечении деятельности велось интенсивное строительство силами тех же заключённых специальных объектов, а также всей производственно-социальной инфраструктуры растущего лагеря и посёлка. На сегодняшний день сохранилось несколько строений данной колонии в полуразрушенном виде.
В 1951 году Нижнюю Пойму и Решётинскую объединили, преобразовав в посёлок городского типа.
Нижнепойменский поселковый Совет, в соответствии с Указом Президиума Верховного Совета РСФСР, был организован 28 марта 1951 года.
В 1992 году образована администрация посёлка Нижняя Пойма.

## Население
| 1959   | 1970    | 1979    | 1989  | 2002  | 2007  | 2009  | 2010  | 2012  |
| ------ | ------- | ------- | ----- | ----- | ----- | ----- | ----- | ----- |
| 32 021 | ↘17 075 | ↘11 456 | ↘9844 | ↘9711 | ↘9167 | ↘9026 | ↘9000 | ↘8756 |
| 2013   | 2014    | 2015    | 2016  | 2017  | 2020  | 2021  |       |       |
| ↘8644  | ↘8555   | ↘8321   | ↘8170 | ↘8100 | ↘7931 | ↘7840 |       |       |

## Внутреннее деление
Протяженность улично-дорожной сети составляет 121,2 километра, 96 улиц, 3 микрорайона (Спутник, Звёздный, Солнечный). В муниципальное образование посёлок Нижняя Пойма входят посёлок Ключи с численностью 28 человек и сельский посёлок Курдояки — 18 человека. По территории посёлка на протяжении 5,2 километра проходит Транссибирская магистраль с крупной железнодорожной станцией Решоты, а также автомобильная трасса федерального значения «Байкал» М-53.

## Социальная инфраструктура
Органы власти
В посёлке Нижняя Пойма осуществляют деятельность: отделение полиции ОМВД, судебный участок № 141, Нижнеингашский районный суд, Центр дневного пребывания социальной защиты населения по Нижнеингашскому району и многие другие объекты.
Администрация посёлка по итогам 2013 года заняла 1 место в краевом конкурсе «На лучшую организацию работы с населением в местной администрации» среди городских поселений и получила приз победителя – автомобиль «Нива».
Здравоохранение
Медицинское обслуживание в посёлке осуществляют учреждения: Нижнеингашская участковая больница, терапевтическое отделение, ветеринарные клиники, несколько аптек.

## Образование
В посёлке расположено учреждение высшего образования (Нижнеингашский филиал Канского технологического колледжа, бывш. ПУ № 69)
3 общеобразовательных школы (Решотинская средняя школа № 1 имени героя Советского Союза В. П. Лаптева, Школа № 10 имени В. В. Женченко, Решотинская основная школа). В 2012 году в микрорайоне «Звёздный» построено новое здание Решотинской общеобразовательной школы № 1 на 460 мест.
4 дошкольных образовательных учреждения (Детский сад «Топтыжка», Детский сад «Золотой ключик», Детский сад «Сибирячок», Детский сад  «Улыбка»);
Нижнеингашская детская школа искусств;
Станция юных техников.

## Культура
В Нижней Пойме работают культурно-досуговые учреждения, есть муниципальный дом культуры им. Дзержинского. 
Ежегодно облагораживается Парк Победы на улице Дзержинского, памятник воинам-железнодорожникам на улице Лаптева и памятник братьям Масальским.
Работают несколько библиотек.

## Спорт
На стадионе «Динамо», благодаря участию администрации в краевом гранте, построен каток, за счёт собственных средств огорожен стадион. В поселке Курдояки освещены улицы и оборудована детская площадка. В Нижней Пойме детские площадки сделаны в микрорайонах «Спутник» и «Солнечный», детская и спортивная площадки в микрорайоне «Звёздный», на улицах Чайковского, Путейской, Красноярской.
Спортзал «Олимп»

## Экономика
Предприятия железной дороги являются в Нижней Пойме градообразующими.
Градообразующим комплексом являются предприятия ОАО "РЖД" - филиала «Красноярская железная дорога»: Путевая машинная станция- 256, Решотинская дистанция пути, участок локомотивного депо станции Иланской, станция Решоты. Крупным предприятием на территории поселка также является Решотинский шпалопропиточный завод - филиал АО "Трансвудсервис" (дочернее общество ОАО "РЖД").  В пос. Курдояки, вблизи пгт. Нижняя Пойма располагается ФКУ КП-48 ГУФСИН России по Красноярскому краю - колония-поселение для осуждённых мужчин и женщин. В планах руководства «Красноярской железной дороги» - филиала ОАО "РЖД" расширение станции Решоты, будет проложен железнодорожный путь для вывоза грузов с территории Нижнего Приангарья на восток. Планируется расширение локомотивного депо. 
Стремительно развивается малый бизнес: открыто 94 торговых точки, работают станции технического обслуживания автомобилей, пилорамы, функционирует такси.
Осуществляют деятельность: МУП «Сибсервис», сети государственных банков (Сбербанк,ВТБ), почтовые отделения, лесничество.

## Транспорт
Железнодорожная станция Решоты, автодорога Р255 Новосибирск — Красноярск — Иркутск. До конца 2014 года трасса проходила через южную часть посёлка. В конце октября 2014 года открылся обход Нижней Поймы с путепроводом через Транссибирскую магистраль. Дорога проложена в стороне от старого гравийного участка трассы.
Пассажирские перевозки по посёлку осуществляют маршрутные такси.